# Tarana Burke
Pour les articles homonymes, voir Burke.
Tarana Burke (née le 12 septembre 1973 dans le Bronx à New York) est une militante américaine, directrice des programmes au Girls for Gender Equity, particulièrement connue pour avoir lancé la campagne Me Too dès 2007 pour dénoncer les violences sexuelles, notamment à l'encontre des minorités visibles,.

## Biographie
Née en 1973 dans le Bronx, Tarana Burke commence sa carrière au 21st Century Youth Leadership Movement de Selma, Alabama. Elle travaille au Black Belt Arts and Cultural Center pour développer des programmes artistiques pour les jeunes. Elle travaille également au service Curation du National Voting Rights Museum & Institute et à la commémoration des Marches de Selma à Montgomery. Cette implication lui vaut un poste de consultante sur le tournage du film Selma.
En 1996, alors que Tarana Burke est éducatrice, une jeune fille de 13 ans lui confie les viols dont elle est victime, mais Tarana Burke, elle-même victime de violences sexuelles, ne parvient pas à s'ouvrir à la fillette pour lui dire « Me too » (moi aussi),. Elle déclare également avoir été la cible de violences sexuelles perpétrées par la police américaine.
En 2003, Tarana Burke fonde Jendayi Aza, un programme de rites de passage africains pour jeunes filles, qui devient Just Be Inc en 2006, et vise à transmettre des notions de santé et bien-être aux jeunes femmes. En 2007, elle lance le Me Too Movement qui vise à créer une chaîne de solidarité pour les victimes d'agressions sexuelles. Tarana Burke se déclare elle-même victime d'agression sexuelle.
À la suite de l'affaire Harvey Weinstein, elle intervient très régulièrement dans les médias au sujet du harcèlement sexuel dans le monde des médias, de l'industrie du loisir ainsi que dans le monde politique (notamment fin novembre 2017 lors du scandale touchant le sénateur Roy Moore). Elle est choisie parmi les personnalités les plus influentes en 2017 par le magazine Time. Forte de son succès, elle est choisie pour lancer le compte à rebours du nouvel an à Times Square.
Propulsée en 2018 à la une de nombreux médias américains et internationaux,,, Tarana Burke est invitée par l'animateur Trevor Noah sur le plateau de The Daily Show où elle parle des ravages des agressions sexuelles du chanteur R. Kelly et l'immense difficulté d'en parler dans leur communauté pour les filles noires qu'il cible. En soutien à son militantisme, l'actrice Michelle Williams la convie à son tour pour assister à la 75e cérémonie des Golden Globes,. L'oratrice devient une des Voix de l'Année 2018 de la marque BlogHer, détenue par la société d'actualités américaine SheKnows Media (en), qui lui décerne son Prix Catalyseur. À la fin de l'année, elle participe à la série de conférences filmées TEDWomen 2018, un des programmes officiels des conférences TED, avec un discours intitulé « Me Too est un mouvement, pas un moment ».
Puis elle est honorée, avec deux autres piliers du mouvement Me Too, Sherry Marts et BethAnn McLaughlin (en), du Prix de la Désobéissance décerné par le MIT Media Lab,. Elle reçoit également en 2018 le prix du Courage à la quinzième édition des Prix Ridenhour,, dont l'objectif est de mettre en valeur « celles et ceux qui persévèrent dans leur poursuite de transmettre la vérité avec les objectifs de protéger l'intérêt public, de faire la promotion de la justice sociale ou de mettre en lumière une société plus juste », et le Prix des Femmes qui font l'Histoire de la part du National Women's History Museum,.
En 2019, c'est le prix d'honneur Pionnière (Trailblazer Honors) de la chaîne VH1 qu'elle reçoit lors de la Journée internationale des femmes, en même temps que l'écrivaine canadienne Margaret Atwood et la cinéaste américaine Ava DuVernay,.

## Prix et honneurs
- 2017 : Personnalité de l'année selon Time Magazine (The Silence Breakers)[28]
- 2018 :
  - Prix de la Désobéissance du MIT Media Lab[20]
  - Prix du Courage de la 15e édition des Prix Ridenhour[22]
  - Voix de l'Année et Prix Catalyseur de la marque BlogHer, décerné par SheKnows Media (en)[18]
  - Prix des Femmes qui font l'Histoire du National Women's History Museum[24]
- 2019 : Prix d'honneur Pionnière de la chaîne VH1[26]